# Jack White (productor musical)
Jack White (Colonia, Alemania,  2 de septiembre de 1940)es un compositor, productor y exfutbolista alemán.

## Biografía
Nacido en Colonia, White desarrolló un interés tanto por el fútbol como por la música en su infancia, pero inicialmente eligió el fútbol como carrera. Tocó profesionalmente durante seis años y luego decidió tocar a nivel amateur mientras seguía una carrera en la música. Como cantante, su trabajo fue popular en su país natal y en otras naciones de habla alemana, pero la mayor parte de su éxito provino de su trabajo de producción en discos internacionales.
En su carrera musical, White ha creado 25 de sus propios discos y se le atribuyen otros 2512 discos, incluidos 870 créditos de producción.  Algunos de los artistas más notables con los que ha trabajado son Laura Branigan, Barry Manilow y David Hasselhoff. Como la mayor parte de su trabajo era con músicos de habla inglesa, White cambió su nombre para que fuera más fácil tratar con estrellas de habla inglesa y sus mánager.  En el mercado internacional, las producciones de White han vendido millones de copias, obteniendo premios de Certificación de Grabación Musical. Personalmente, White ha ganado varios premios musicales europeos por su propio trabajo e influencia en la escena musical internacional, incluido el German Golden Tuning Fork y el RTL Group Lion.
White creó varios sellos discográficos a lo largo de su carrera. White Records,  Jack White Productions,  y Gloriella Music,  desde donde continuó trabajando y produciendo para artistas alemanes e internacionales. Actualmente, White Records y Gloriella Music siguen funcionando, aunque sin White en ningún sentido operativo.
Oficialmente, White se retiró de los escenarios en 2014, y su última canción se interpretó en 'The Summer Festival at the Lake', presentado por Florian Silbereisen.

## Carrera futbolística

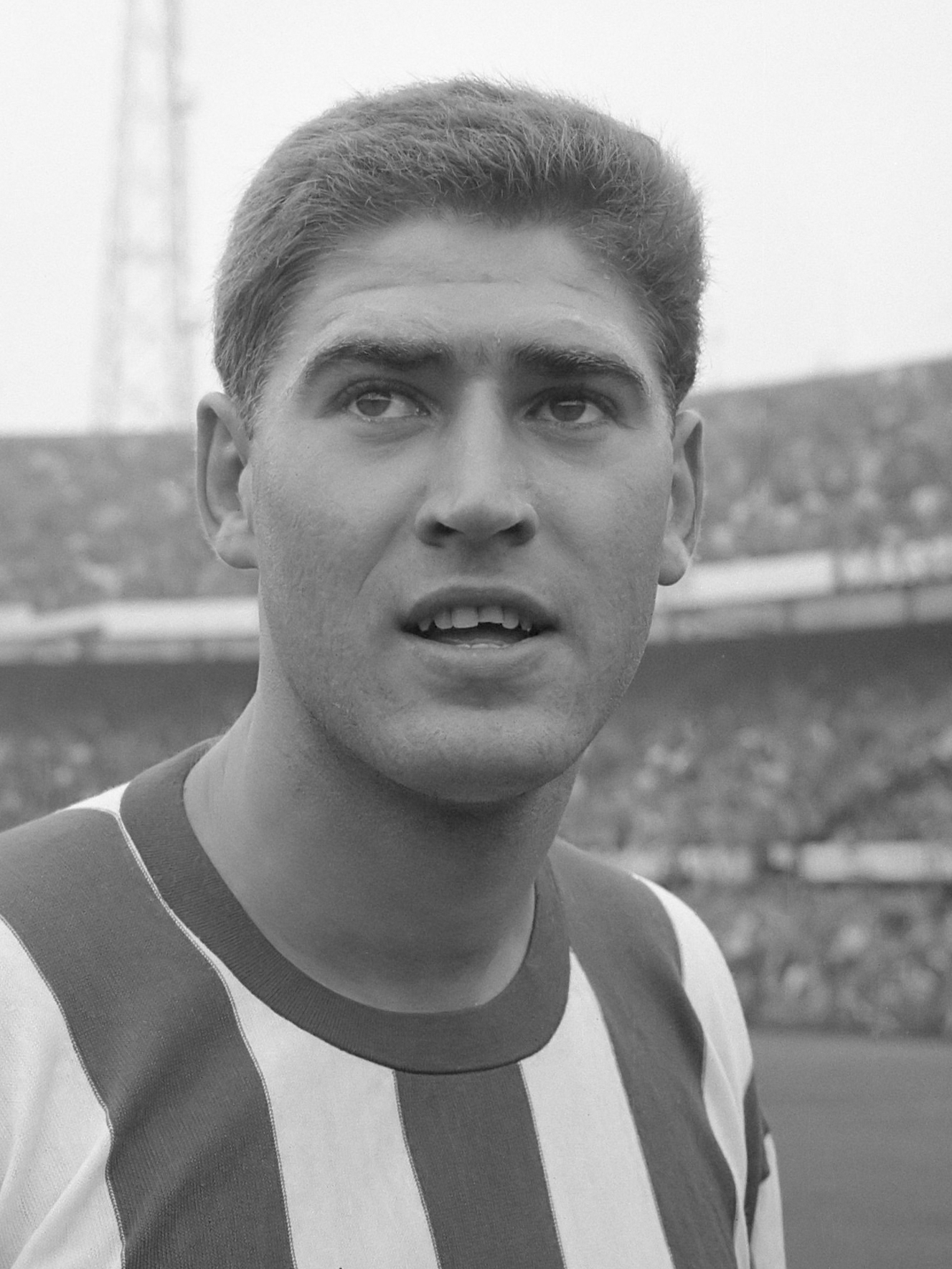
White, luego Horst Nußbaum, jugando en el PSV Eindhoven en 1965.

Antes de dedicarse a la música, White comenzó a jugar fútbol profesional a la edad de 20 años en el FC Viktoria Köln, y continuó jugando durante seis años (1961-1966), cuando luego decidió jugar a nivel amateur con el Tennis Borussia Berlín  durante diez años. años mientras continuaba su carrera musical. Como los atletas suelen luchar con nuevas carreras después de la jubilación,  permaneció en el club para tener la oportunidad de reanudar su contrato profesional. Representó a cinco clubes diferentes a lo largo de su carrera, jugando principalmente en las posiciones de mediocampista derecho o lateral derecho. 
White se unió por primera vez al FC Viktoria Köln cuando fue descubierto por el legendario entrenador Hennes Weisweiler en la temporada 1961-62 de la Oberliga West, donde permaneció dos temporadas, donde el equipo terminó décimo en la temporada 1961-62 y octavo en la estación 1962-63. Debido a la introducción de la Bundesliga al año siguiente, el club descendió a la Regionalliga Oeste. Luego se transfirió al FK Pirmasens en la temporada 1963-64 de la Regionalliga Sudwest, donde jugó la mayor cantidad de partidos y marcó la mayor cantidad de goles para un solo club, además de terminar segundo esa temporada. Después de su traslado al TSC Zweibrücken, White también lanzó su primer sencillo como músico y comenzó su transición hacia la música.
Terminó su carrera profesional en el PSV Eindhoven, quedando octavo en la temporada 1965-66. Luego continuó una carrera amateur en el Tennis Borussia Berlín durante diez años mientras avanzaba en su carrera musical. De 1992 a 1995, White se desempeñó como presidente del club. 
Durante este tiempo, White apoyó financieramente al club en un intento de devolverlo a la máxima categoría del fútbol alemán. Durante su estancia allí como jugador, el club fue separado de la Bundesliga por estar en Berlín, y no en Alemania Occidental, y por lo tanto no se le permitió jugar al mismo nivel que antes de la Segunda Guerra Mundial. Prestó un total de 5,8 millones de marcos a lo largo de su presidencia y finalmente fue sucedido por Göttinger Gruppe, un grupo inversor ahora en quiebra. El club ha tenido problemas desde entonces y en su mayor parte se ha ubicado en el quinto (o cuarto) nivel del fútbol alemán, la NOVF Oberliga Nord. 

### Estadísticas conocidas
| Club                   | Temporada | Liga                 | Liga | Liga  | Copa nacional | Copa nacional | Europa | Europa | Otros | Otros | Total | Total |
| Club                   | Temporada | División             | Apps | Goles | Apps          | Goles         | Apps   | Goles  | Apps  | Goals | Apps  | Goles |
| ---------------------- | --------- | -------------------- | ---- | ----- | ------------- | ------------- | ------ | ------ | ----- | ----- | ----- | ----- |
| FC Viktoria Köln       | 1961–62   | Oberliga West        | 15   | 1     | —             | —             | —      | —      | —     | —     | 15    | 1     |
| FC Viktoria Köln       | 1962–63   | Oberliga West        | 2    | 0     | —             | —             | —      | —      | —     | —     | 2     | 0     |
| FK Pirmasens           | 1963–64   | Regionalliga Sudwest | 19   | 1     | —             | —             | —      | —      | 1     | 0     | 20    | 1     |
| TSC Zweibrücken        | 1964–65   | Regionalliga Sudwest | 11   | 5     | —             | —             | —      | —      | —     | —     | 11    | 5     |
| PSV Eindhoven          | 1965–66   | Eredivisie           | 2    | 1     | —             | —             | 1      | 2      | —     | —     | 3     | 2     |
| Tennis Borussia Berlin | 1975–76   | 2. Bundesliga (Nord) | —    | —     | 1             | 0             | —      | —      | —     | —     | 1     | 0     |

## Carrera musical
White comenzó como cantante en su Alemania natal a finales de la década de 1960 y encontró el éxito local actuando en bares.  Al mismo tiempo, White también comenzó a producir y escribir música para otros músicos alemanes, y tuvo su primer éxito, «Schöne Maid», cantado por Tony Marshall, en 1971.  A medida que su popularidad en Alemania aumentó, comenzó a trabajar con artistas internacionales y produjo para una amplia gama de artistas, estableciéndose como productor. White decidió cambiar su nombre luego de ver el éxito que tuvo Roy Black (nombre real Gerhard Höllerich) al cambiar su nombre en el mercado internacional, por lo que se decidió por Jack White con la recomendación de su agente en ese momento.  Entre las canciones que produjo o coprodujo para el mercado internacional se encuentran «Gloria» (1982), «Solitaire» (1983), «How Am I Supposed To Live Without You» (1983), «Self Control» ( 1984) y «The Lucky One» (1984), así como «When the Rain Begins to Fall» de Jermaine Jackson y Pia Zadora (1984). También trabajó con Paul Anka, Barry Manilow («You're Looking Hot Tonight»), Engelbert Humperdinck y Audrey Landers. Escribió varias canciones exitosas con Mark Spiro, incluidas «Let's Dance Tonight» de Zadora (1984) y «Who's Leaving Who» de Hazell Dean. También trabajó con Anne Murray, produciendo temas de su álbum de 1986 Something to Talk About y todos los temas de su álbum de 1987 Harmony. White también produjo la banda sonora de la película de 1984 Voyage of the Rock Aliens.
En la década de 1980, White trabajó con David Hasselhoff. El trabajo de producción de White con Hasselhoff consistió en cuatro álbumes, pero la canción más popular fue «Looking for Freedom». El disco experimentó un gran éxito tanto en Estados Unidos como en Alemania, y fue utilizado en las protestas contra el Muro de Berlín y la separación de Alemania Oriental y Occidental.  En 1989, Hasselhoff interpretó esta canción en lo alto de la Puerta de Brandeburgo en Berlín, y dos años después, la Unión Soviética colapsó y el Muro de Berlín fue destruido. La canción sigue siendo popular en los países de habla alemana, ya que su impacto político creó un impacto duradero en su audiencia.  La canción también ha sido analizada en estudios filosóficos que analizan la naturaleza de la libertad en el mundo moderno. 
En 1984, White fundó su propio sello discográfico, White Records, y publicó su trabajo a través del sello, continuando trabajando con artistas de habla alemana e inglesa como compositor y productor.  White también fue director de Jack White Productions (JWP AG), fundada en 1998. En 2006, White fue despedido de JWP AG,  debido a un "abuso de confianza" entre White y el presidente en ese momento, Thomas M. Stein. En junio de 2010, JWP AG pasó a ser conocida como 7days entertainment AG y luego se declaró en quiebra en abril de 2014.  El presidente de JWP AG, Thomas M. Stein, afirmó que el motivo del despido fue un abuso de confianza. En 2012, el sello discográfico Telamo, con sede en Múnich, compró White Records y ahora trabaja con músicos independientes alemanes para producir y escribir música nueva.
En 2008, White volvió a ingresar al mercado de la producción a través de un nuevo sello, Gloriella Music, donde continuó produciendo y escribiendo para artistas. Tras su retirada en 2014, vendió los derechos de distribución a Sony Music, aunque sigue involucrado con Gloriella, como ejecutivo. 
En enero de 2014, White anunció en The Great Festival of the Best que iba a actuar por última vez antes de retirarse. Luego, en mayo, White hizo su última actuación pública como músico, en un festival organizado por Florian Silbereisen llamado The Summer Festival by the Lake, donde tocó su propia música, junto con versiones de sus producciones, y una "Última canción" final. Desde entonces, dejó de actuar oficialmente y se involucró menos en la escena musical.  A lo largo de su carrera, White todavía hizo e interpretó su propia música, y su fama internacional hizo que su propio trabajo tuviera éxito en los países de habla alemana. A White se le atribuyen 2513 registros a lo largo de su carrera y ha creado 25 propios. 

## Estilo de música
Como productor, White trabajó con muchos artistas pop internacionales, especialmente el subgénero del synth-pop que fue muy popular en los años 1980. El desarrollo de sintetizadores y software de producción musical influyó en la música de White, ya que la mayoría de los primeros productores de la década de 1980 desarrollaron las bases de la música electrónica de baile. 
En el mercado alemán, el trabajo de White siguió principalmente el mismo estilo de pop, aunque su éxito inicial provino de escribir canciones de estilo folk, y éstas siguen siendo algunas de sus canciones más populares en Alemania, como «Schöne Maid».
El trabajo personal de White sigue el mismo estilo que su folk alemán, ya que escribió la mayor parte de su propia música al comienzo de su carrera, antes de encontrar su estilo internacional. White no utilizó sintetizadores ni software con frecuencia en su propia música, como Jack White at the Piano, grabada únicamente utilizando el piano y su voz.

## Vida personal
Después de 17 años juntos, su esposa Janine, una ex periodista que poseía una participación del diez por ciento en la sociedad anónima de Jack White, se separó de Jack White en enero de 2010. Tienen dos hijos, ya hubo tres hijos de sus dos matrimonios anteriores. El 18 de diciembre de 2015 se casó con su cuarta esposa, la ruso-alemana Rafaella, 44 años menor que él. A la edad de 78 años, White se convirtió en padre de su hijo Maximilian Noah en marzo de 2019. A la edad de 83 años, White se convirtió en padre de su hija Angelina Melody el 30 de octubre de 2023. 

## Premios
El trabajo de producción de White a nivel internacional le ha valido diversos premios de Certificación de Grabación Musical por superar hitos de ventas en diferentes países, tanto en el mercado alemán como en el inglés. El mercado europeo es el que más premios ha concedido a estos trabajos debido a las menores cifras de ventas necesarias para alcanzar los hitos respecto al mercado norteamericano.

### Premios de producción
- Branigan (Laura Branigan) – 2 premios de oro, 1 en Estados Unidos y 1 en Canadá
- Branigan 2 (Laura Branigan) – 1 premio de oro en América
- Self Control (Laura Branigan) – 2 Platino (Canadá y EE. UU.), 2 Oro (Alemania y Hong Kong), 1 Plata (Reino Unido)
- Crazy for You (David Hasselhoff) – 6 premios Platino (2 en Austria, 1 en Alemania, 3 en Suiza)
- David (David Hasselhoff) – 4 premios Platino (2 en Austria, 1 en Alemania, 1 en Suiza)
- Everybody Sunshine (David Hasselhoff) – 3 de oro (1 en Austria, 1 en Alemania y 1 en Suiza)
- Looking for Freedom (David Hasselhoff) – 5 Platino (1 en Austria y Alemania, 3 en Suiza)

### Premios personales
El Diapasón de Oro (Goldene Stimmgabel) fue un premio musical alemán ganado por White en 1992 y otorgado por las altas ventas de discos entre octubre de 1991 y junio de 1992,  específicamente por Everybody Sunshine . White también recibió un León honorario del Grupo RTL por su trabajo como productor en la industria musical europea.